# Igreja de São José da Boa Morte

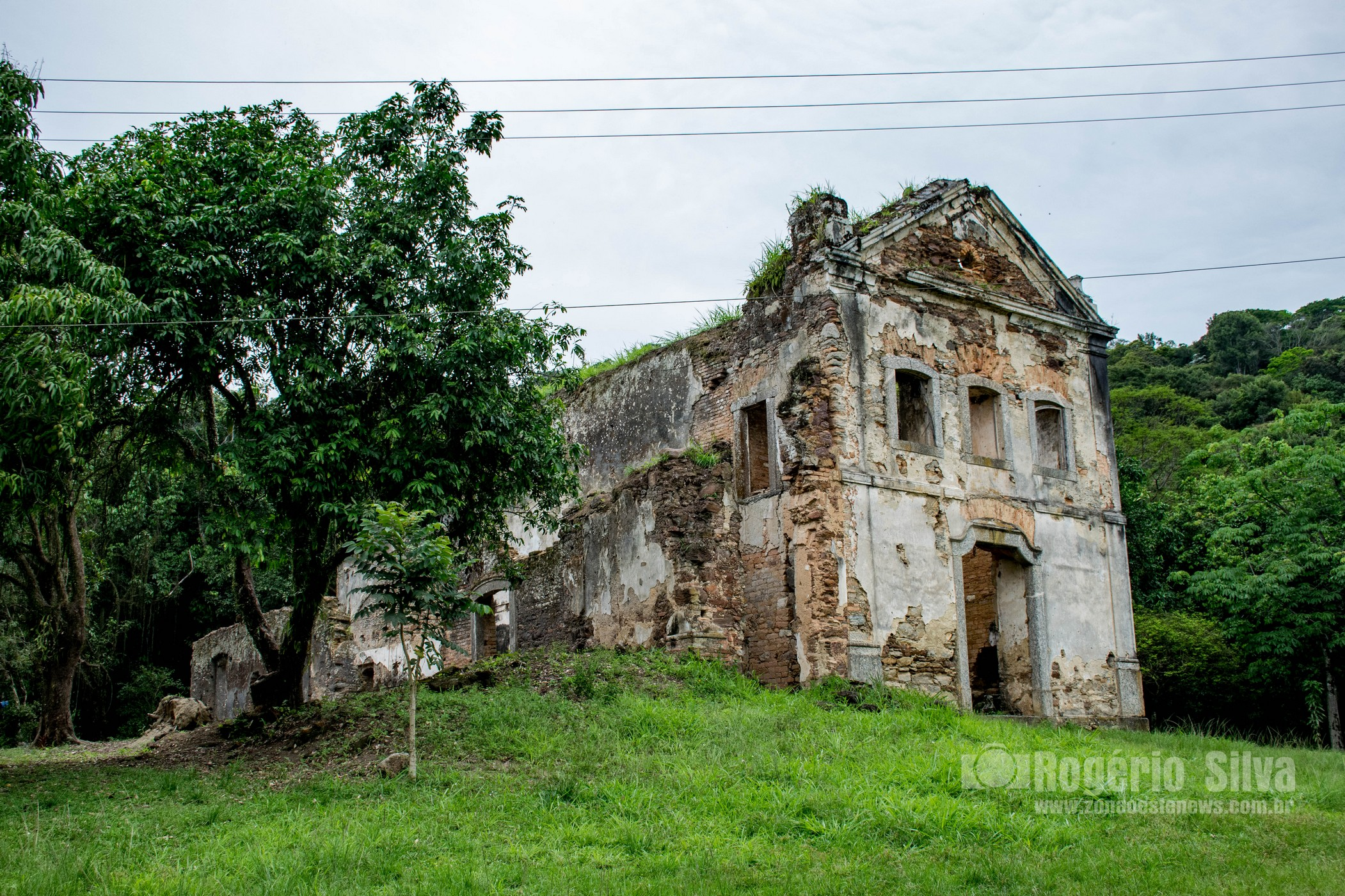
Fachada da Ruinas da Igreja de São José do Vale da Boa morte

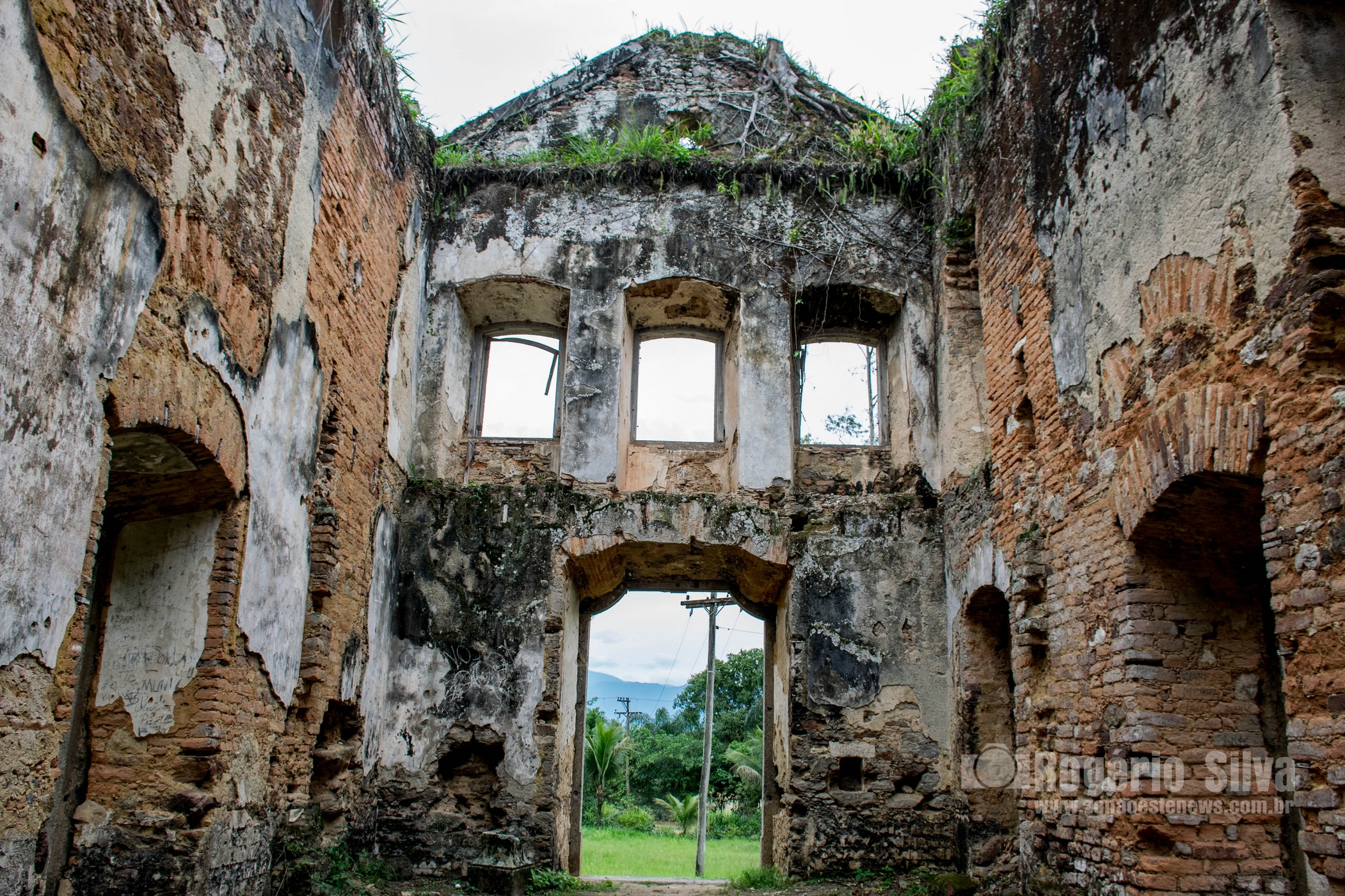
Parte Interna da Ruínas da Igreja de São José do Vale da Boa morte

A Igreja de São José da Boa Morte é um templo católico do século XVIII, localizado em São José da Boa Morte, no município de Cachoeiras de Macacu (Rio de Janeiro), atualmente em ruínas. O local foi tombado pelo Instituto Estadual do Patrimônio Cultural em 1989.
A primeira capela de São José da Boa Morte foi construída em pau-a-pique por volta de 1734. O edifício original foi substituído em 1834 por uma construção com tijolos maciços, da qual restam vestígios da torre lateral, além do antigo cemitério nos fundos, Restam hoje o frontispício, com um óculo, três janelas e um portal, além de vestígios da torre e o piso em tijolão.